# ロイナ工場

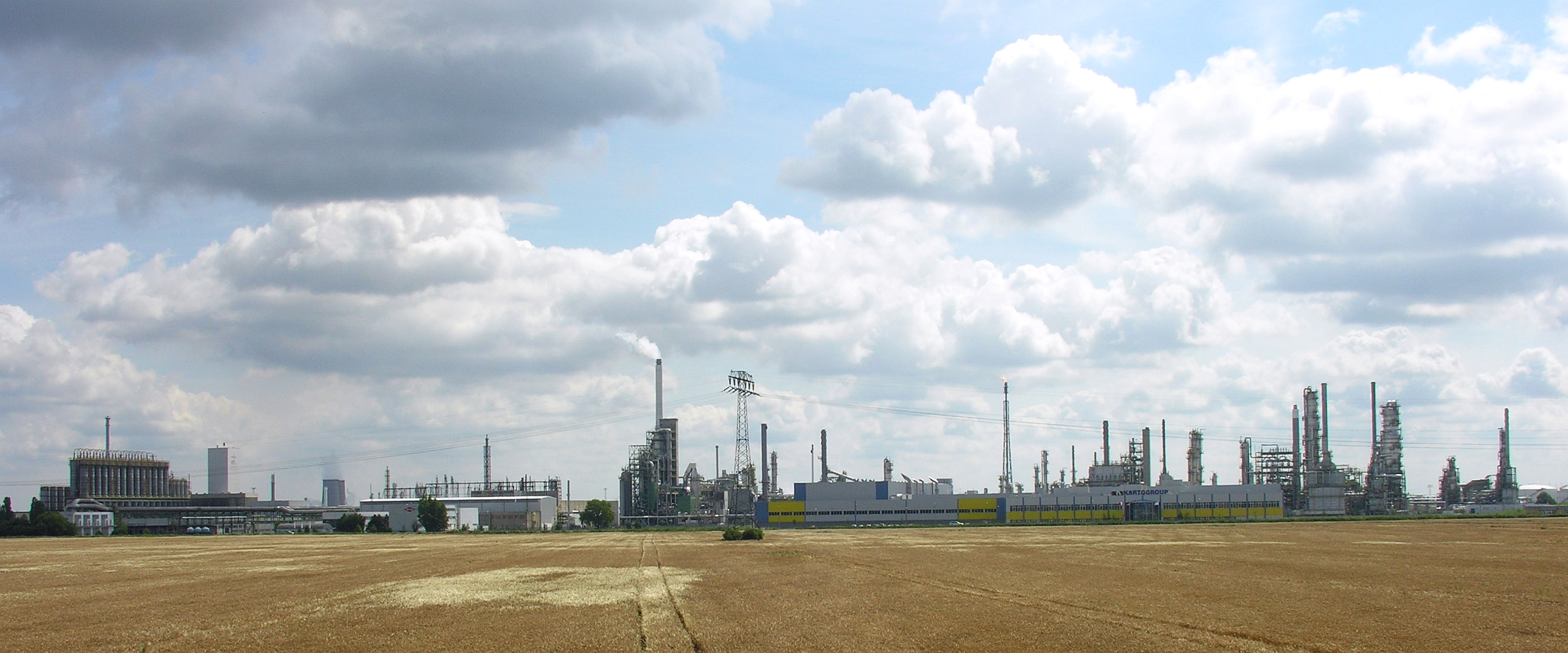
ロイナ工場の風景（2007年）

ロイナ工場（ロイナこうじょう、ドイツ語: Leunawerke、英語: Leuna Works）は、ドイツ・ザクセン＝アンハルト州ロイナにある、同国最大の化学工業地帯のひとつである。現在、TOTAL、BASF、リンデグループ、DOMO Groupなどの企業が共同所有しているこの場所は、面積が13平方キロメートルあり、非常に幅広く化学物質とプラスチックを生産している。

## 初期
1904年にBASF、バイエル、アグファ三社は同盟を結成していたが、第一次世界大戦中に火薬の製造のためにロイナ工場を設立した。1917年にはハーバー・ボッシュ法によるアンモニアの出荷が開始された。

## 1921年3月ストライキ
1920年のカップ一揆の後、ロイナ工場はドイツ共産党労働者党 (KAPD) と関連する職場組織であるドイツ一般労働者組合 (AAUD) による組織化の中心となり、20,000人の労働力の半分が所属していた。ペーター・ウッツェルマン（Peter Utzelmann）が、1921年3月の行動（March Action）の間、ストライキ委員会を指揮し、25,000人の労働者が参加した。

## 第二次大戦中
ドイツ最大の合成石油所および第二の化学工業地帯として、IG・ファルベンインドゥストリーのロイナ工場は、第二次世界大戦中は連合軍の猛烈な爆撃を受けて、1945年4月4日には工場は完全に停止した。

## 45年から1990年まで

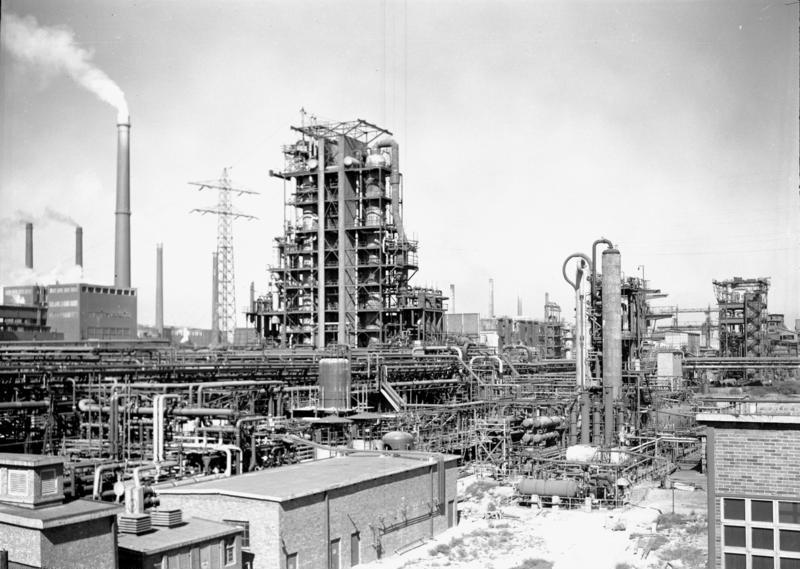
ロイナ工場の石油精製施設（1959年）

ロイナは東ドイツにあり、第二次世界大戦後はソ連がロイナ工場の施設の半分は戦争賠償品として持ち去られた。1954年にはヴァルター・ウルブリヒト記念ロイナ工場人民公社 として再建され、1959年には「ロイナII」地域に新しい石油精製施設の設立が始まり、ソ連からのドルジバ石油パイプラインの接続も見た。ロイナ工場には、7.0 km x 3.0 kmの敷地に30,000人が働くほどの活況を呈した。

## 1990年以降

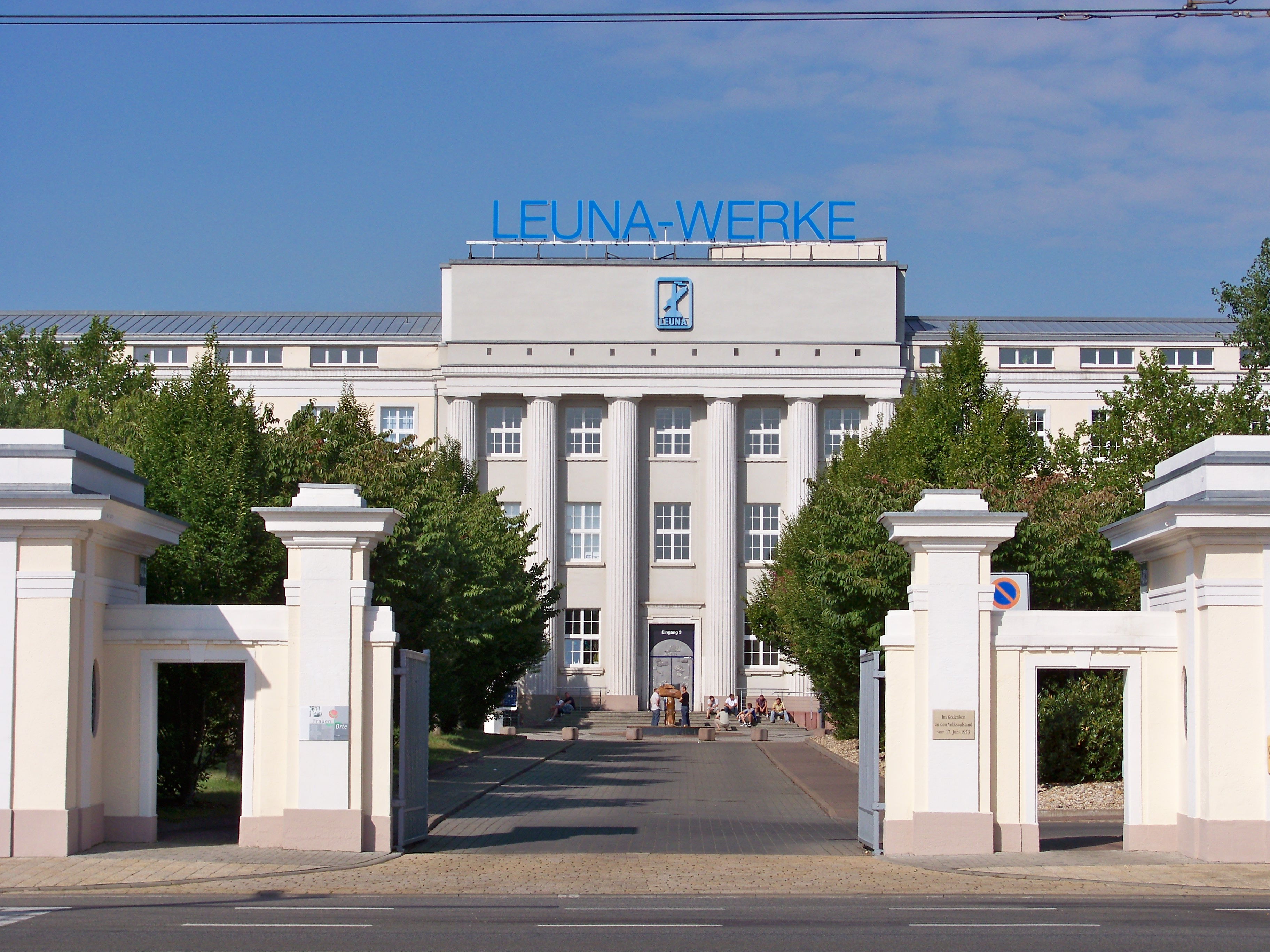
ロイナ工場の本部ビル（2007年）

1990年のドイツ再統一後、ロイナ工場はいくつかの小さな単位に分割され、TOTAL、BASF、リンデグループ、ベルギーのドモ・グループ（DOMO Group）などのいくつかの企業に売却された。企業向けの共通ユーティリティは、インフラ・ロイナ（InfraLeuna）によって提供されている。不採算工場の閉鎖と一般的な近代化により、従業員数は 28,000 人 (1978 年) から 2014 年には 9,000 人に大幅に減少した。QUINN Chemicals GmbHはメタクリル酸メチル (MMA) を製造するプラントに投資したが、2009年1月の時点で大幅なコスト超過により建設が中止された。
ヘルムート・コール首相は、1990 年から 1991 年にかけてロイナ製油所をフランスの会社エルフ・アキテーヌ (後にTOTALの一部となる) に譲渡する仲介を行った。当時の疑わしい取引は、いわゆる「ロイナ事件」と、マネージャーのアルフレッド・ジルフェンに対する刑事訴訟につながった。1997年、新しい製油所 MIDER （Mitteldeutsche Erdoel-Raffinerie、現在は TRM: Total Raffinerie Mitteldeutschland) が 2 年半の建設期間を経て生産を開始した。これは、新ドイツに対するフランス企業の最大の直接投資であり、総投資の 27% に相当する 14 億ドイツマルクのEU国家援助によって支えられた。また、「ロイナIII」という名前の地域に新しい工場が建設されたことで、工業団地はシュペルガウの村に向かって拡大した。
日本のダイセル配下のポリプラスチックス社は、2012年に完全子会社化した液晶ポリマー工場（LCP Leuna Carboxylation Plant GmbH）をロイナに持っていて 、2020年にはそのドイツ法人（TOPAS Advanced Polymers GmbH）がロイナに環状オレフィン・コポリマー（COC）の生産新設備を開設すると発表している。

## 参照項目
- ドイツの経済